# Jaume Giralt Casanova
Jaume Giralt Casanova   (Barcelona, 13 de gener de 1902 - Barcelona, 12 de maig de 1988) fou un remer català que va competir durant la dècada de 1920.
Membre del Reial Club Marítim de Barcelona, el 1924 va prendre part en els Jocs Olímpics de París, on disputà dues proves del programa de rem, els quatre i vuit amb timoner. En ambdues quedà eliminat en sèries. Guanyà el Campionat d'Espanya de 1921 en la categoria de vuit amb timoner. Posteriorment fou president de la Federació Espanyola de Societats de Rem (1938-40) i de la Federació Regional Catalana.